# Ankō Asato
Ankō Azato (安里 安恒 (Asato Ankō?, Azato Yasutsune in giapponese); Regno delle Ryūkyū, 1827 – 1906) è stato un maestro di karate giapponese originario delle isole di Okinawa.
Egli ed Ankō Itosu furono i due maggiori maestri di karate di Gichin Funakoshi, fondatore del karate Shōtōkan-ryū, che sembra la maggiore fonte di informazioni su Asato. Molti articoli contengono informazioni su Asato, ma le parti rilevanti sono basate sulla descrizione che ne dà Funakoshi.

## Biografia
Funakoshi, che incontrò per la prima volta Azato mentre accompagnava a scuola il figlio, definì Azato come «uno dei più grandi esperti di Okinawa nell'arte del karate». Secondo Funakoshi, la famiglia di Azato apparteneva alla classe Tonochi, (città ereditaria e capi villaggio) e autorità del villaggio di Azato, a metà strada tra Shuri e Naha. Egli non fu solo un maestro di karate, ma anche abile coi cavalli da sella, nel Jigen-ryū kendō (spada), nel tiro con l'arco e un eccezionale studente.